# Лікаон
Лікао́н (дав.-гр. Λυκάων) — аркадський цар, син Пелазга й океаніди Кіллени; мав дочку Геліку та 50 синів, відомих своєю зарозумілістю й пихою. Багато з них стали епонімами аркадських міст. Найчастіше Лікаон та його сини згадуються як втілення тогочасної безбожності. Зевс, бажаючи перевірити, чи справді вони такі зухвалі, прийшов до Лікаона в гості. На бенкеті Громовержцеві подали нутрощі вбитого хлопчика. Розгніваний зневагою Зевс убив громом Лікаона та його синів (варіанти: наслав на людей потоп; перетворив Лікаона на вовка; грец. lykos — вовк).
Міф про Лікаона відображає первісний звичай приносити людські жертви Зевсові Лікейському та заборону їх олімпійською релігією.